# Christian Coudray
Pour les articles homonymes, voir Coudray.
Christian Coudray (Rouen, 7 décembre 1908 - Mort pour la France au-dessus de la Libye, 15 juin 1941) est un militaire français, Compagnon de la Libération. Aviateur dans l'armée de l'air française bien avant le début de la Seconde Guerre mondiale, il refuse de rester dans les rangs de la France vichyste et s'engage dans la Royal Air Force. Participant avec celle-ci aux campagnes du Moyen-Orient et d'Afrique du nord, il rallie ensuite les rangs des Forces aériennes françaises libres et poursuit les combats en Afrique et en Méditerranée avant de disparaître aux commandes de son appareil dans le ciel libyen.

## Biographie

### Avant-guerre
Né le 7 décembre 1908 à Rouen, Christian Coudray intègre l'armée de l'air en 1928 en tant qu'élève-mécanicien. En 1933, il obtient de pouvoir devenir pilote et suis une formation de chasseur à Étampes. Il atteint le grade d'adjudant-chef.

### Royal Air Force
Lorsque la guerre éclate, Christian Coudray est en poste à Rayak au Liban au sein du Groupe de chasse 1/7. Au moment de l'armistice de juin 1940, il est détaché aux côtés de la Royal Air Force à Ismaïlia en Égypte en compagnie d'André Ballatore et d'Antoine Péronne. Refusant la défaite, les trois hommes décident de ne pas rejoindre leur base française et de s'engager dans les rangs de la Royal Air Force. Christian Coudray est alors affecté au French Fighter Flight no 2 du Squadron RAF no 274 avec lequel il effectue des missions d'attaque au sol et de couverture de la flotte alliée. Il participe notamment à la défense du port d'Alexandrie, au bombardement de Bardia et à la défense de Haïfa.

### Forces aériennes françaises libres
En mars 1941, il est incorporé aux Forces aériennes françaises libres. Après avoir participé à des missions de couverture au-dessus de la Méditerranée lors de la bataille de Crète, il combat en Afrique du Nord durant la guerre du Désert. Le 15 juin, dans le ciel libyen dans la région du fort Capuzzo, son avion est abattu. Son corps n'est pas retrouvé et le 15 juin reste officiellement enregistré comme jour de sa mort par les autorités françaises. Cependant, certaines rumeurs affirment qu'il aurait été capturé par les Italiens et envoyé dans un hôpital en Allemagne où il serait mort en juillet 1941 des suites de ses blessures.

## Décorations
|  |  |  |

| Compagnon de la Libération | Compagnon de la Libération | Médaille militaire | Médaille militaire | Croix de Guerre 1939-1945 | Croix de Guerre 1939-1945 |